# Emerita analoga
Emerita analoga es un crustáceo pequeño que construye madrigueras en la arena. Vive a lo largo de las costas templadas occidentales de América. Se encuentra en playas arenosas expuestas a la resaca de la zona intermareal. Se conoce como muimuy en Perú, chiquiliqui, tiquiliche, chocolopa en la costa del pacífico de México, chirinos de mar en Honduras, michugo en gran parte de la costa de Ecuador, chanchito de mar, catapacita de mar (también limañe, pulgón de mar, o limanche) en Chile; pulga de mar (también reculambay o reculambai) en Tumaco (Colombia), o mama tierra en Venezuela.

## Descripción
Es un pequeño crustáceo que mide de tres a cinco centímetros de longitud. La hembra es casi dos veces más grande que el macho y puede ser identificada por la masa de huevo naranja que a menudo lleva bajo el telson. El adulto es de color arena, camuflado y no tiene garras o espinas. Tiene cinco pares de patas y tres pares de pleópodos.  Emerita análoga muda periódicamente por lo que su exoesqueleto con frecuencia se encuentra varado en la playa.
Este crustáceo está bien adaptado a la vida en la arena, la que presenta un sustrato inestable, y su forma es alargada en forma de cúpula diseñada para un rápido escape escarbando en la arena. Los ojos están localizados en tallos largos y las  anténulas también se alargan con el fin de proyectarse sobre la superficie de la arena. Estas forman un tubo que canaliza el agua hacia abajo hacia de las branquias. Las antenas más largas son retráctiles. Cuando tienen agua encima también se proyectan por encima de la superficie de la arena con el fin de recoger partículas de alimentos. Los urópodos tienen márgenes peludos para ayudar en la excavación, para la recolección de alimentos y para su transferencia a la boca.

## Distribución
El muymuy vive en América del Norte desde Alaska hasta Baja California y en América del Sur se le encuentra desde las costas de Venezuela hasta Cabo de Hornos en Chile y en el sur de Argentina La especie es común en las playas de California, pero hay mayores cambios en los niveles de población más al norte, probablemente como resultado de las variaciones en las corrientes costeras que en algunos años dispersan pasivamente hacia el norte estadios larvarios planctónicos. En Oregón las poblaciones no parecen ser autosostenibles y el reclutamiento es en buena medida a partir de las larvas procedentes de California,
En cualquier playa en particular, la distribución de emerita analoga de una parte a otra puede variar mucho, por razones no bien entendidas. Las hembras prefieren zonas más profundas mientras que los machos e inmaduros se encuentran más cerca de la orilla.

## Biología

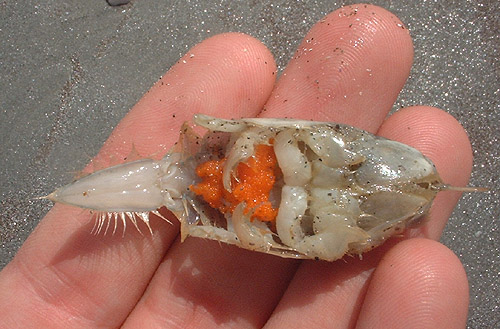
Parte inferior de un Emerita análoga hembra con huevos

Siempre se mueve hacia atrás cuando escarba en la arena. También puede nadar (al revés) y avanzar en el agua con las patas traseras. Se trata de un alimentador de suspensión. Se entierra en reversa en la arena de manera que queda mirando al mar. Cuando las olas se retiran, extiende las antenas y captura organismos flotantes. A continuación, retrae las antenas y deja las partículas en su boca. Puede hacer esto varias veces con cada ola. Cuando el agua se retira, enrosca sus antenas hacia atrás y se entierra más profundo en la arena. Su dieta consiste de plancton, en su mayoría dinoflagelados.
El apareamiento del Emerita analoga ocurre en primavera y verano. La hembra pone hasta 45.000 huevos al mes y los lleva bajo su abdomen protegidos bajo el telson. Los huevos eclosionan en alrededor de cuatro semanas. Las larvas tienen cinco etapas planctónicas zoea y una etapa megalopa final. Los estadios zoea pueden durar hasta 130 días. Las megalopas se asientan en las playas de arena donde mudan y se convierten en jóvenes que maduran a adultos en pocas semanas. La larga etapa planctónica significa que las larvas pueden dispersarse ampliamente y colonizar nuevas áreas. Los adultos se reproducen en su primer y segundo veranos, y la mayoría muere en el otoño de su segundo año de vida.

## Ecología

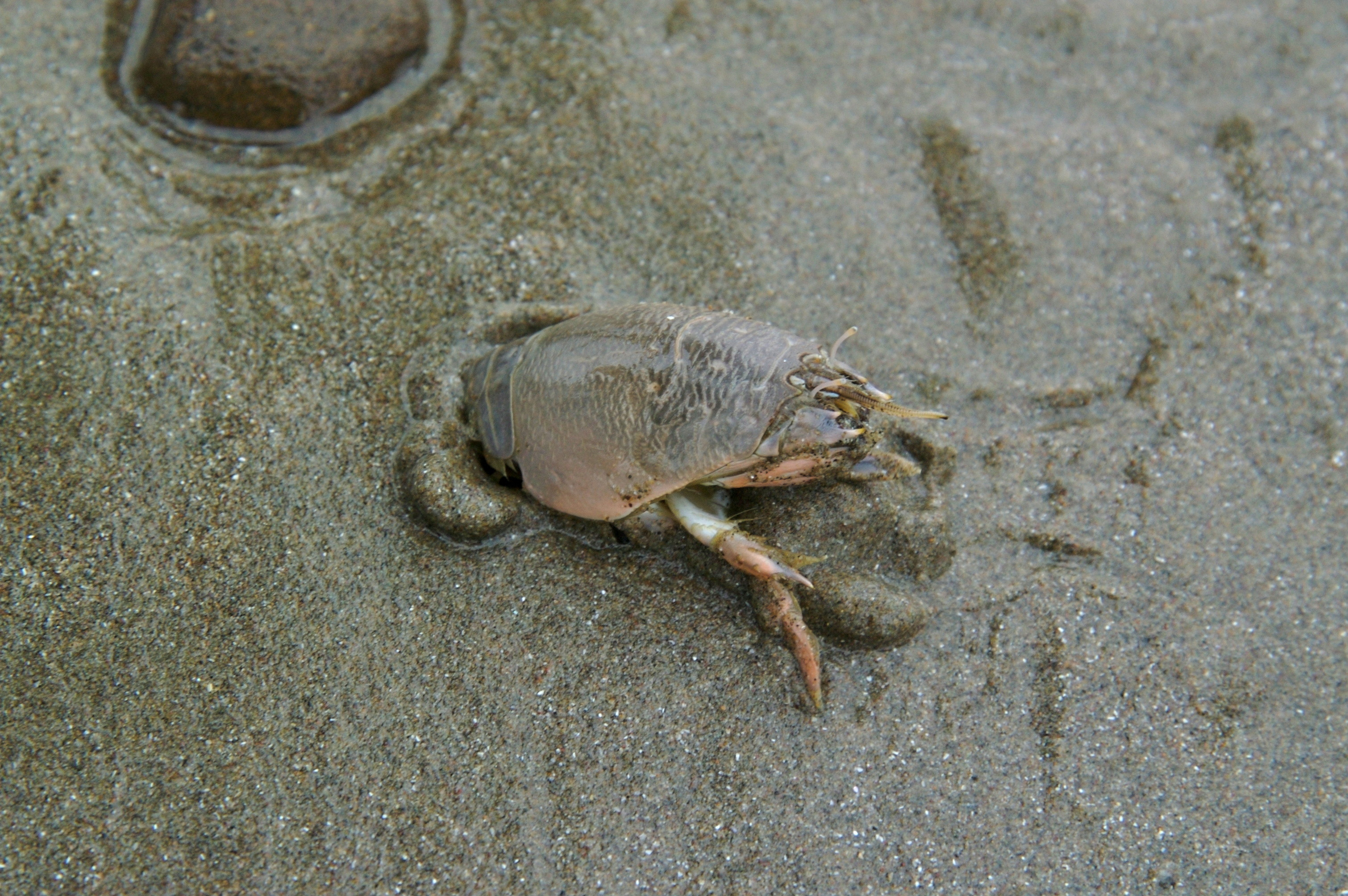
Emerita analoga refugiándose en la madriguera

Los emerita analoga o muymuyes viven bajo la superficie de la arena, moviéndose hacia arriba y abajo de la playa según el estado de la marea. A medida que cada ola avanza y retrocede, el cangrejo sale a la superficie y extiende sus antenas para alimentarse. Esto hace que sea vulnerable a las aves predadoras, como el playero blanco. Estas aves activamente patrullan la parte de la playa bañada por las olas, explorando la arena blanda con sus picos. El cangrejo de arena ha adoptado la estrategia de esconderse bajo la superficie de la arena cuando la ola se retira. De esta manera puede mantenerse fuera del alcance del pico del ave. Para maximizar la probabilidad de alimentarse de emerita analoga, el ave necesita correr cerca al borde de las olas.
Otras aves que se alimentan de emerita analoga incluyen los correlimos, playeros, limosas, negrones, chorlos árticos y zarapitos. La nutria de mar también disfruta de ellos. Los Emerita analoga son hospederos intermediarios de diversos gusanos parásitos. Estos pasan a los depredadores cuando los emerita analoga son devorados, y es sabido que el número de gusanos ingeridos puede matar al depredador.
La mojarra de bandas (Amphistichus argenteus) de la costa de California consume una gran cantidad de emerita analoga Los pescadores artesanales utilizan los emerita analoga como carnada. Se conservan para carnada Emerita analoga con conchas blandas que acaban mudar y se devuelven los de caparazón duro. 
emerita analoga ha sido evaluado como una especie indicadora del nivel de síntesis de ácido domoico provocado por marea roja en las costas de California.

## Uso gastronómico
El muimuy es muy utilizado por la gastronomía peruana, es un crustáceo comestible; se lo cocina en diferentes platos marinos como chupes, parihuelas, chicharrones, cebiches y jaleas.